# Лавз
Лавз, Лавс — герой «Енеїди» Вергілія, син Мезенція. Вийшов на бій з Тірренії. Захищав батька й убитий Енеєм. За іншими авторами, убитий у війні латинів і тирренів у правління Асканія.